# Stazione di San Bernardino (Novellara)
La stazione di San Bernardino è una fermata ferroviaria posta sulla ferrovia Reggio Emilia-Guastalla. Serve la località di San Bernardino, frazione del comune di Novellara, in provincia di Reggio Emilia.
La stazione è gestita da Ferrovie Emilia Romagna (FER).

## Storia
La fermata venne attivata il 5 maggio 1887, all'apertura del tronco da Novellara a Guastalla della linea Reggio-Guastalla.

## Strutture e impianti
La fermata è dotata di un unico binario, servito da un marciapiede alto (55 cm), che consente l'incarrozzamento a raso. Non sono presenti sottopassi.
Il sistema di informazioni ai viaggiatori è esclusivamente sonoro, senza tabelloni video di stazione.

## Movimento
La stazione è servita da treni regionali svolti da Trenitalia Tper nell'ambito del contratto di servizio stipulato con la regione Emilia-Romagna.
A novembre 2019, la stazione risultava frequentata da un traffico giornaliero medio di circa 56 persone (22 saliti + 34 discesi).